# Tetraleurodes mameti
Tetraleurodes mameti là một loài côn trùng cánh nửa trong họ Aleyrodidae, phân họ Aleyrodinae.
Tetraleurodes mameti được Takahashi miêu tả khoa học đầu tiên năm 1938.